# STS-96
STS-96 foi uma missão do ônibus espacial Discovery à Estação Espacial Internacional, lançada de Cabo Canaveral em 27 de maio de 1999. Esta foi a primeira missão espacial a se acoplar com a estação, ainda em início de construção, com apenas dois módulos ligados entre si.
Com três astronautas mulheres entre seus sete tripulantes, a nave levou em seu compartimento de carga o Spacehab, módulo de carga extra, desenhado para acomodar diversos tipos de suprimentos enviados e equipamentos de natureza científica à Estação Espacial Internacional e a estação orbital russa Mir.

## Tripulação
| Posição                  | Astronauta      |
| ------------------------ | --------------- |
| Comandante               | Kent Rominger   |
| Piloto                   | Rick Husband    |
| Especialista de missão 1 | Tamara Jernigan |
| Especialista de missão 2 | Ellen Ochoa     |
| Especialista de missão 3 | Daniel Barry    |
| Especialista de missão 4 | Julie Payette   |
| Especialista de missão 5 | Valeri Tokarev  |

## Parâmetros da missão
- Massa: 118 859 kg com carga
- Perigeu: 326 km
- Apogeu: 340 km
- Inclinação: 51,6°
- Período: 91,2 min